# サキュバス (ロダンの彫像)
『サキュバス』（The Succubus）は、緑と暗褐色のパティナの銅像。1889年においては、フランスの彫刻家オーギュスト・ロダンによる、セイレーンとネーレーイスを主題とした一連の作品群の一つではないかと考えられていた。その後、作品はヴィクトル・ユーゴーに対する記念品の一部となった。現在、メキシコシティのソウマヤ美術館に所蔵されている。
作品は、人間の男を欺き、誘惑するために女性の形になる悪魔サキュバスを表している。この像は猫のような姿勢で跪いており、猫と闇の力に関係があるという中世的な観念を示唆している。彼女は美しく、目は閉じているが、口は開いており何かを叫んでいる。